# Pappogeomys
Pappogeomys és un gènere de rosegadors de la família dels geòmids. Tenen una llargada de cap a gropa de 13–17,5 cm. El grup conté les següents espècies, ambdues oriündes de Mèxic:
- P. alcorni
- P. bulleri